# Eudoxie Strechnieva
 (février 2025).
Si vous disposez d'ouvrages ou d'articles de référence ou si vous connaissez des sites web de qualité traitant du thème abordé ici, merci de compléter l'article en donnant les références utiles à sa vérifiabilité et en les liant à la section « Notes et références ».
Pour les articles homonymes, voir Eudoxie.
Titre
Tsarine consort de Russie
5 février 1626 – 23 juillet 1645
Eudoxie Strechnieva (en russe : Евдоки́я Лукья́новна Стрешнeва, Ievdokia Loukianovna Strechnieva), née en 1608 à Mechtchovsk et morte le 18 août 1645 à Moscou, est tsarine consort de Russie et seconde femme de Michel Ier.

## Biographie
Elle est la fille de Lukyan Stepanovitch Strechniev, un noble originaire de Mojaïsk et mort en 1630, et d' Anna Constantinovna Volkonskaïa.
Eudoxie est choisie par le tsar parmi d'autres jeunes filles issues de la noblesse et l'épouse le 5 février 1626. Elle met au monde dix enfants dont cinq meurent en bas âge. À la cour Eudoxie se trouve dans une position difficile et dépend totalement de sa belle-mère, Maria Ivanovna, qui s'impose même dans sa vie privée. Elles ont ainsi toutes les deux le même confesseur et le même « diak », sorte de commis. Maria accompagne sa belle-fille dans toutes ses visites et choisit elle-même les tuteurs de ses petits-enfants. Eudoxie n'a aucune influence sur son mari, même après la mort de sa belle-mère.

## Descendance
Eudoxie et Michel ont dix enfants :
| Nom     | Date de naissance | Date de mort      | Âge au décès               |
| ------- | ----------------- | ----------------- | -------------------------- |
| Irène   | 22 avril 1627     | 8 février 1679    | 51 ans, 9 mois et 17 jours |
| Pélagie | 20 avril 1628     | 25 janvier 1629   | 9 mois et 5 jours          |
| Alexis  | 9 mai 1629        | 29 janvier 1676   | 46 ans, 8 mois et 20 jours |
| Anne    | 14 août 1631      | 29 septembre 1676 | 45 ans, 1 mois et 15 jours |
| Marthe  | ??                | ??                |                            |
| Ivan    | 1er juin 1633     | 10 janvier 1639   | 5 ans, 7 mois et 9 jours   |
| Sophie  | 14 septembre 1634 | 23 avril 1636     | 1 an, 7 mois et 9 jours    |
| Tatiana | 5 janvier 1636    | 23 août 1706      | 70 ans, 7 mois et 18 jours |
| Eudoxie | 1637?             | 10 février 1637   | ?                          |
| Vassili | 1638/39?          | 25 mars 1639      | ?                          |